# Collinée
Collinée är en kommun i departementet Côtes-d'Armor i regionen Bretagne i nordvästra Frankrike. Kommunen ligger i kantonen Collinée som tillhör arrondissementet Dinan. År 2018 hade Collinée 979 invånare.

## Befolkningsutveckling
Antalet invånare i kommunen Collinée
Referens:INSEE